# Skalka (Prachatice)

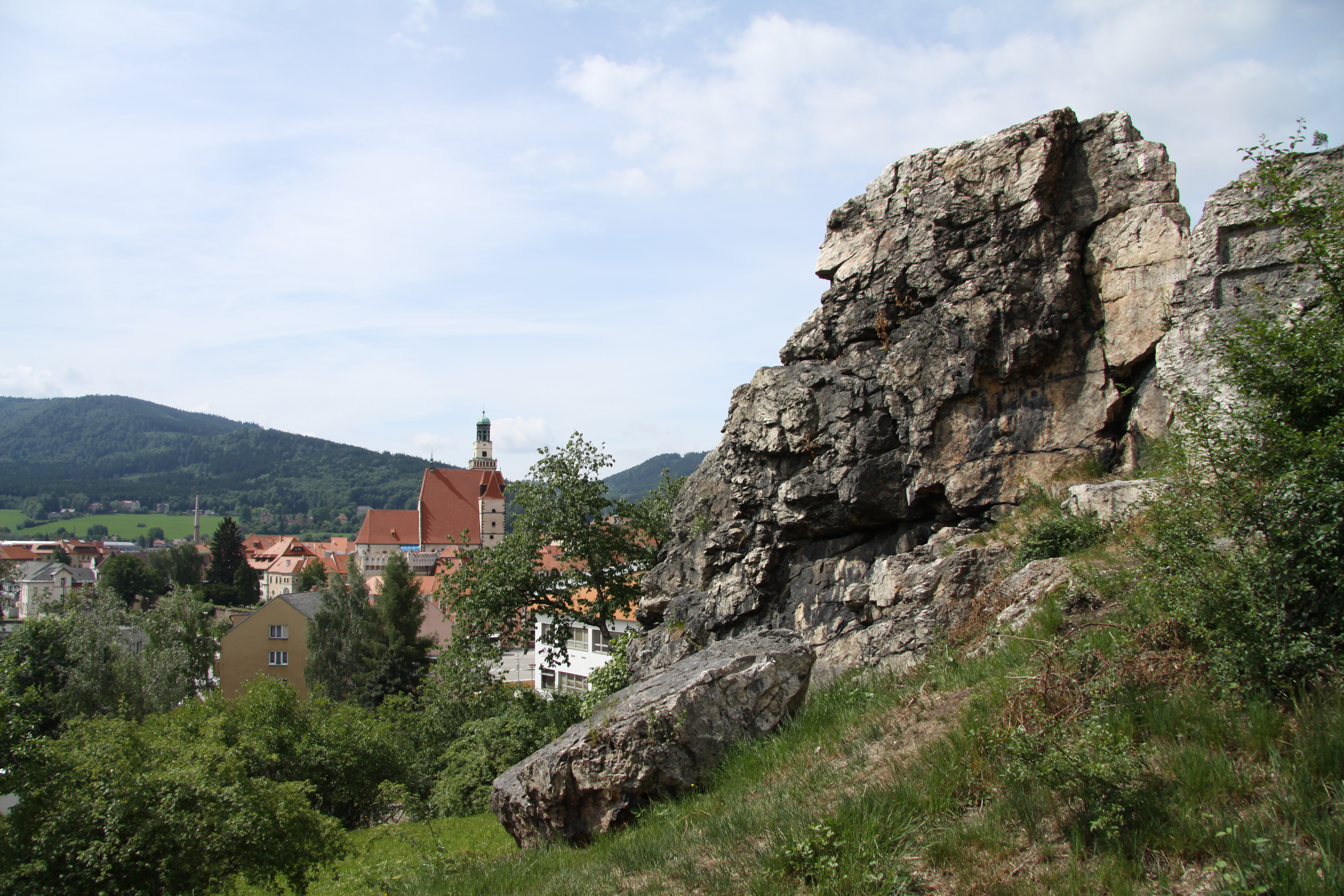
Žižkova skalka

Die Gesteinsformation Skalka (auch Žižkova skalka) ist ein Naturdenkmal als auch geschichtlicher Ort in der Stadt Prachatice in Tschechien. Die Skalka befindet sich 150 Meter nördlich der Altstadt bzw. des Piseker Tors von Prachatice. Die Felsennase ist der südlichste Ausläufer einer 3,8 Kilometer langen Quarzader in Richtung Těšovice u Prachatic.

## Geschichte
Der Felsen spielte mehrmals eine Rolle in der Geschichte der Stadt Prachatice. Laut Überlieferung sollen sowohl Jan Žižka im Jahr 1420 als auch Charles Bonaventure de Longueval, besser bekannt als Karl Bonaventura Buquoy, am 27. September 1620 die Eroberung von Prachatice von dort aus kommandiert haben, nachdem ihr Heer auf dem Flachfeld nördlich des Felsens das Lager aufgeschlagen hatte. Beide Belagerungen hatten verheerende Folgen für die Stadt und ihre Bewohner. Hunderte von Bürgern und Verteidigern wurden jeweils ermordet, und die Stadt brauchte Jahrzehnte für den vollständigen Wiederaufbau. Die Szene von 1620 hielt Pieter Snayers in einem seiner Schlachtengemälde fest.

## Bezeichnung
Die älteste bekannte Bezeichnung lautete Skalka. Später kam der Name Hus-Felsen auf, weil der Kirchenreformator Jan Hus auf seinem Schulweg von Husinec nach Prachatice täglich dort vorbeigegangen sein soll. 1905 wurde die offizielle Bezeichnung Schiller-Felsen eingeführt, als zum 100. Todestag von Friedrich Schiller eine Gedenktafel zu Ehren des Dichters angebracht wurde, die 1918 nach der Entstehung der Tschechoslowakei wieder beseitigt wurde. Die ab 1918 eingeführte Bezeichnung Žižkova skalka assoziiert tschechische Nationalgefühle.

## Freizeit
Von der Skalka aus hat man eine gute Aussicht auf die Altstadt von Prachatice. Der Gehweg svatopetrská cesta führt von der Skalka zur uralten Pfarrkirche und nunmehrigen Friedhofskirche Peter und Paul in Alt-Prachatice. Der Wanderweg Vyhlídková Stezka kolem Prachatic rund um Prachatice führt ebenfalls an der Skalka vorbei.